# Chirivel

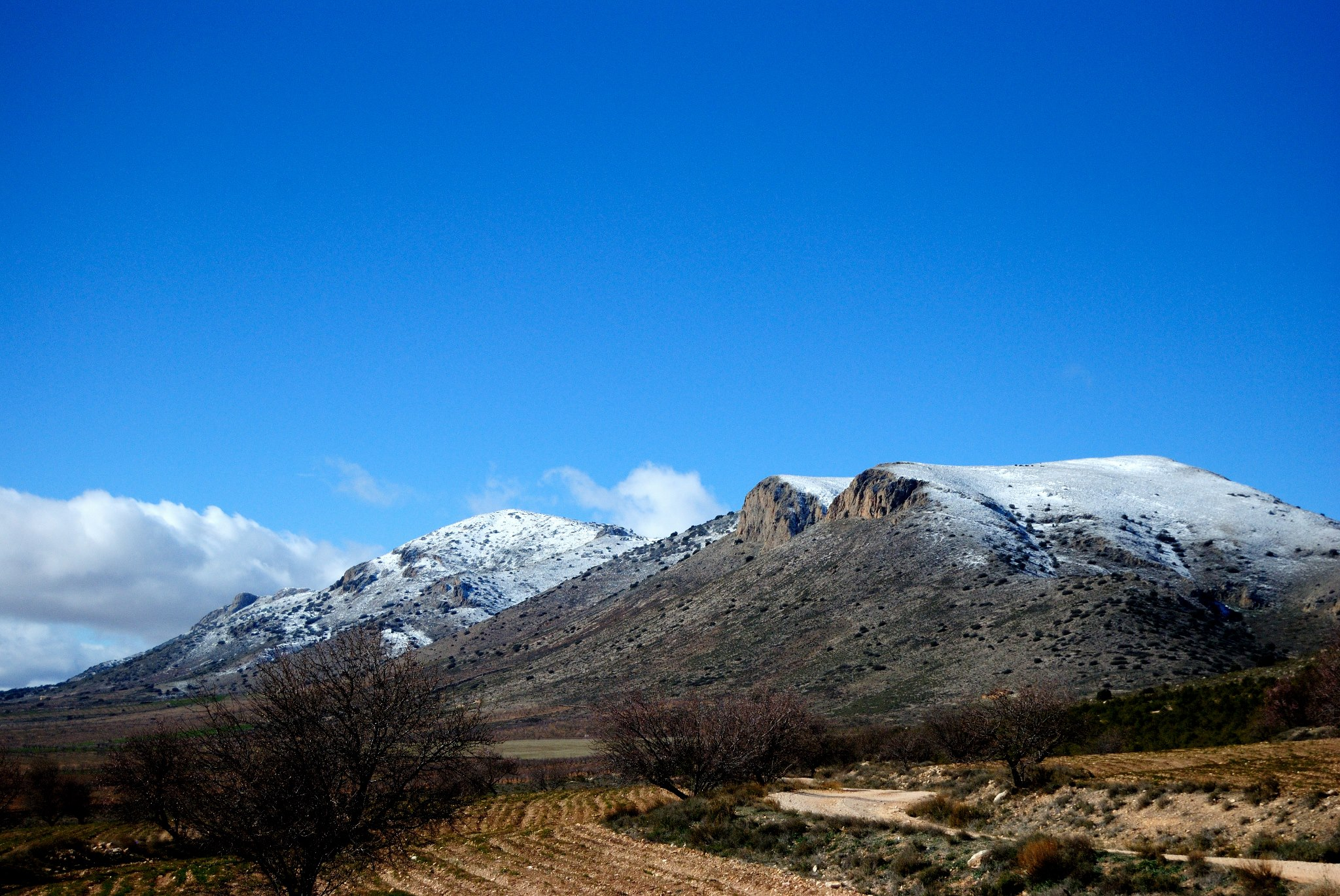
Sierra de Chirivel

Chirivel es un municipio español, perteneciente a la provincia de Almería, en Andalucía, situado en la comarca de Los Vélez y a 120 km de la capital provincial, Almería. En el año 2022 contaba con 1511 habitantes. Su extensión superficial es de 196,42 km² y tiene una densidad de 7,96 hab/km².

## Toponimia
El topónimo Chirivel tiene origen en la palabra latina Silvella con deformación posterior mozárabe, que significa bosquecillo. Así, el nombre comparte origen con otros muchos como Chirivella, Chiriveta o Chelva.

## Historia
El origen del municipio viene de un conjunto de casas de labranza del señorío de Los Vélez que consiguió su independencia de Vélez-Rubio en el año 1858.
Sin embargo, por los yacimientos arqueológicos encontrados, podemos hablar de asentamientos en el lugar desde la Prehistoria. También existen vestigios de origen ibérico y árabe, aunque los más abundantes son de origen romano. En El Villar, lugar cercano a la población, se han encontrado piezas suntuosas de origen romano, como columnas de mármol y capiteles dorados, para algunos historiadores aquí se encontraba la mansión del Itinerario romano Ad-Morum. Discurría también la calzada romana Via Augusta que unía Cartagena con Cádiz. En las excavaciones llevadas a cabo en el año 1985, en esta zona de El Villar, se encontró un Dioniso, hermosa escultura que data de mediados del siglo II d. C. Algunos hablan incluso que pudiera representar a Antinoo, favorito del emperador Adriano. Esta escultura se ha constituido en símbolo de Chirivel, al que se le llama por las gentes del lugar "El Chiribello".

## Geografía humana

### Organización territorial
Además de la cabecera municipal, Chirivel cuenta también con varias entidades de población según el nomenclátor publicado por el Instituto Nacional de Estadística: Aspilla, El Campillo, El Cantal, El Contador, El Mojonar, La Rambla de Abajo, La Rambla de Arriba y El Róquez.

### Demografía
Cuenta con una población de 1567 habitantes (INE 2024).
| Gráfica de evolución demográfica de Chirivel entre 1860 y 2021 |
| |
| Población de derecho según los censos de población del INE. Población de hecho según los censos de población del INE.Entre el censo de 1860 y el anterior, aparece este municipio porque se segrega del municipio Vélez-Rubio. |

### Evolución de la población
Evolución demográfica por sexos. Mujeres en verde, hombres en amarillo

### Economía

#### Evolución de la deuda viva municipal
| Gráfica de evolución de Deuda viva del Ayuntamiento de Chirivel entre 2008 y 2019                                |
| |
| Deuda viva del Ayuntamiento de Chirivel en miles de Euros según datos del Ministerio de Hacienda y Ad. Públicas. |

## Símbolos
Chirivel no cuenta con símbolos municipales oficiales.

## Política
| Periodo   | Nombre                                                           | Partido                                    |
| --------- | ---------------------------------------------------------------- | ------------------------------------------ |
| 1979-1983 | Francisco García Ramos                                           | Agrupación Independiente de Chirivel       |
| 1983-1987 | Andrés Vilches Ruiz                                              | PSOE                                       |
| 1987-1991 | Andrés Vilches Ruiz                                              | Candidatura Independiente de Chirivel      |
| 1991-1995 | Ángel Reche Belmonte                                             | PSOE                                       |
| 1995-1999 | Ramón Romero Simón (1995-1998) Manuel Carrillo Reche (1998-1999) | Partido de los Independientes de España PP |
| 1999-2003 | José Luis Sánchez Teruel                                         | PSOE                                       |
| 2003-2007 | José Luis Sánchez Teruel (2003-2004) Cristóbal Aranega Cuevas    | PSOE                                       |
| 2007-2011 | Cristóbal Aranega Cuevas                                         | PSOE                                       |
| 2011-2015 | Emma Sola García                                                 | PSOE                                       |
| 2015-2019 | Emma Sola García                                                 | PSOE                                       |
| 2019-2023 | José Torregosa Mota                                              | PSOE                                       |
| 2023-act. | José Torregosa Mota                                              | PSOE                                       |

## Servicios públicos

### Educación
El municipio cuenta con un colegio público, el CEIP Jerónima Reche, con enseñanza hasta el segundo año de educación secundaria. Los alumnos deben desplazarse hasta el IES José Marín de Vélez-Rubio para continuar con su enseñanza obligatoria.
Centros educativos
- CEIP Jerónima Reche
- Escuela Infantil Chirivel
- SEP Chirivel
- Asociación Amigos de la Cultura (escuela y banda de música)

### Sanidad
El municipio cuenta con dos consultorios, dependientes del Hospital La Inmaculada: uno en la cabecera municipal con servicio de lunes a viernes, y otro auxiliar en la pedanía de El Contador, y que da servicio solamente martes y jueves.

## Cultura

### Patrimonio
- Yacimiento arqueológico El Villar
- Iglesia de San Isidoro (siglo XIX)
- Casa del Minero (edificio modernista)

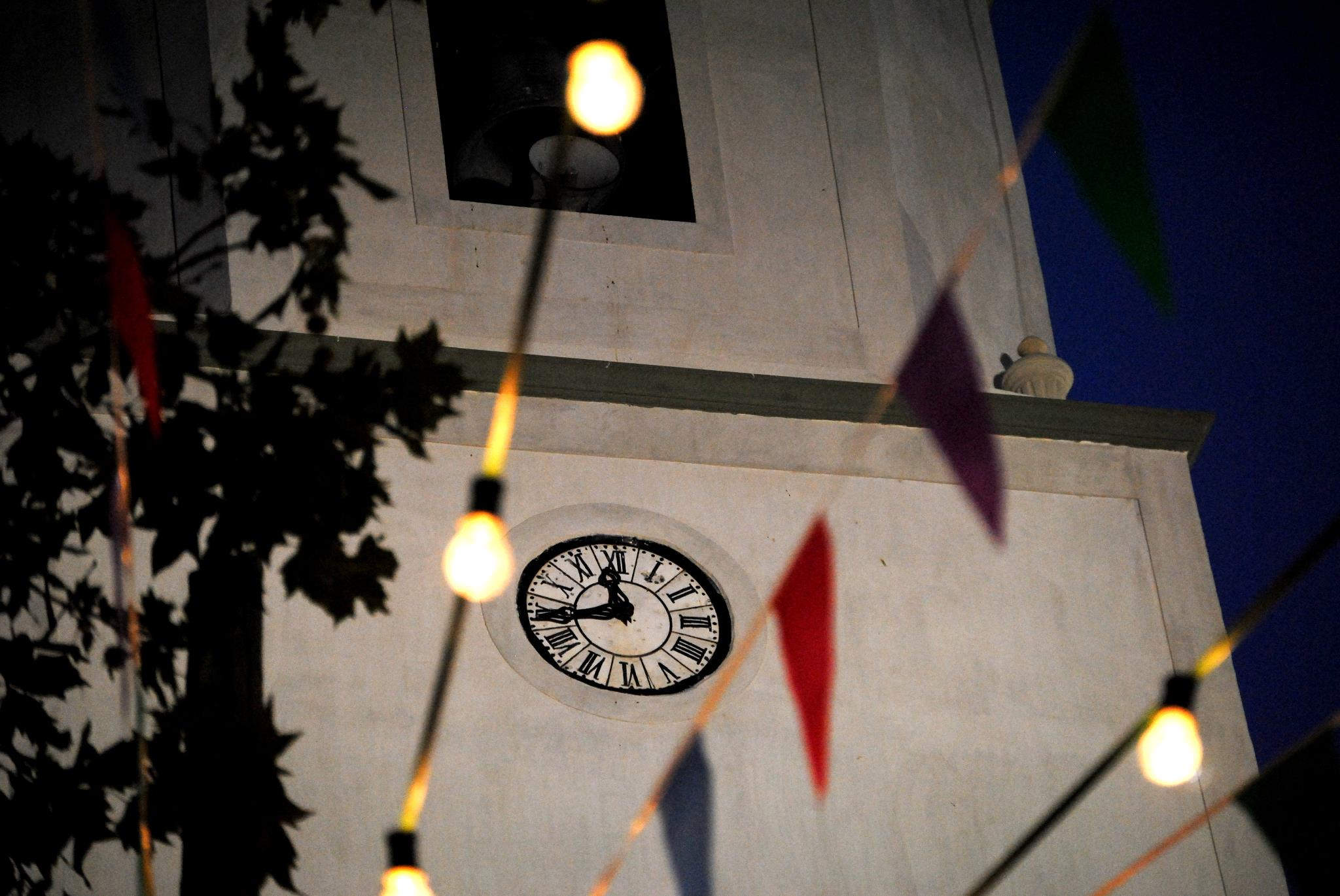
Iglesia de San Isidoro, de finales de

- Horno de las Ánimas
- Sabina MilenáriaIglesia de San Isidoro, de finales de siglo XIX

### Patrimonio cultural inmaterial
Chirivel celebra sus fiestas en honor a San Isidoro. Tienen lugar el penúltimo fin de semana completo de agosto.